# Interpretatio Christiana

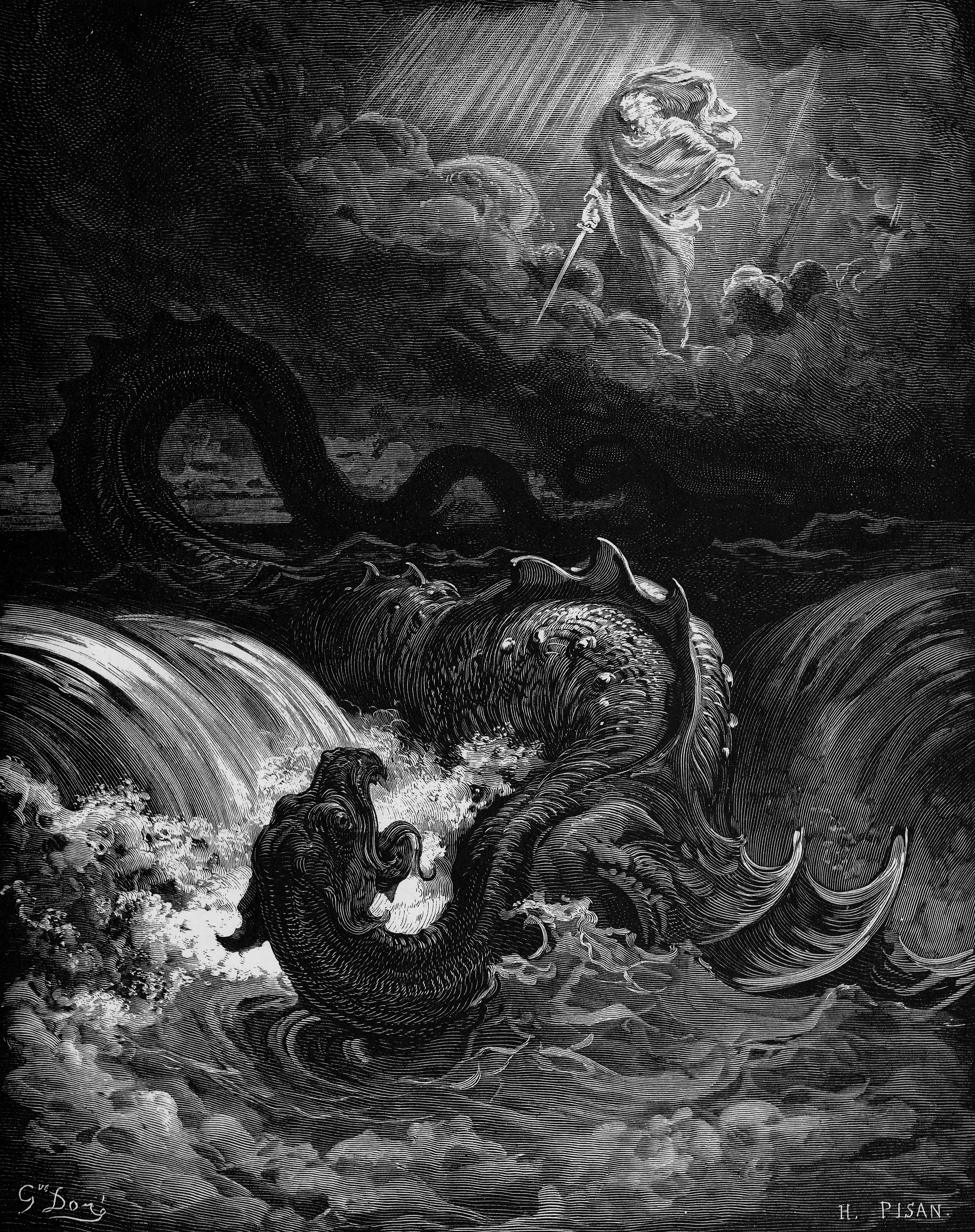
El monstruo marino bíblico Leviatán se puede remontar a varios conocimientos precristianos y prejudaísmo

Interpretatio christiana (término latino que significa Interpretación cristiana o también Reinterpretación cristiana), es la adaptación a la cosmovisión del cristianismo de elementos no cristianos de la cultura o hechos históricos. El término se aplica comúnmente a la reformulación de las actividades religiosas y culturales, las creencias y las imágenes de los pueblos «paganos» en una forma cristianizada como una estrategia para la cristianización. Desde una perspectiva cristiana, «pagano» se refiere a las diversas creencias y prácticas religiosas de quienes siguen religiones no abrahámicas, incluyendo dentro del mundo grecorromano, la religión tradicional pública y doméstica de la antigua Roma, el culto imperial, la religión helenística, la religión del antiguo Egipto, los politeísmos celta y germánico, religiones iniciáticas como los Misterios Eleusinos y el Mitraismo, las religiones del Cercano Oriente antiguo y la religión de Cartago.
Reformatear las actividades y creencias religiosas y culturales tradicionales en una forma cristianizada fue sancionado oficialmente; en la Historia ecclesiastica gentis Anglorum, del Venerable Beda, se conserva una carta del papa Gregorio I a Mellitus en la que argumentaba que las conversiones eran más fáciles si a la gente se le permitía conservar las formas externas de sus tradiciones a la vez que se cambiaba el objeto de su veneración a Dios, «a fin de que, mientras algunas gratificaciones les sean permitidas externamente, puedan consentir más fácilmente a los consuelos internos de la gracia de Dios».

## Prácticas

### Reinterpretación de los lugares sagrados

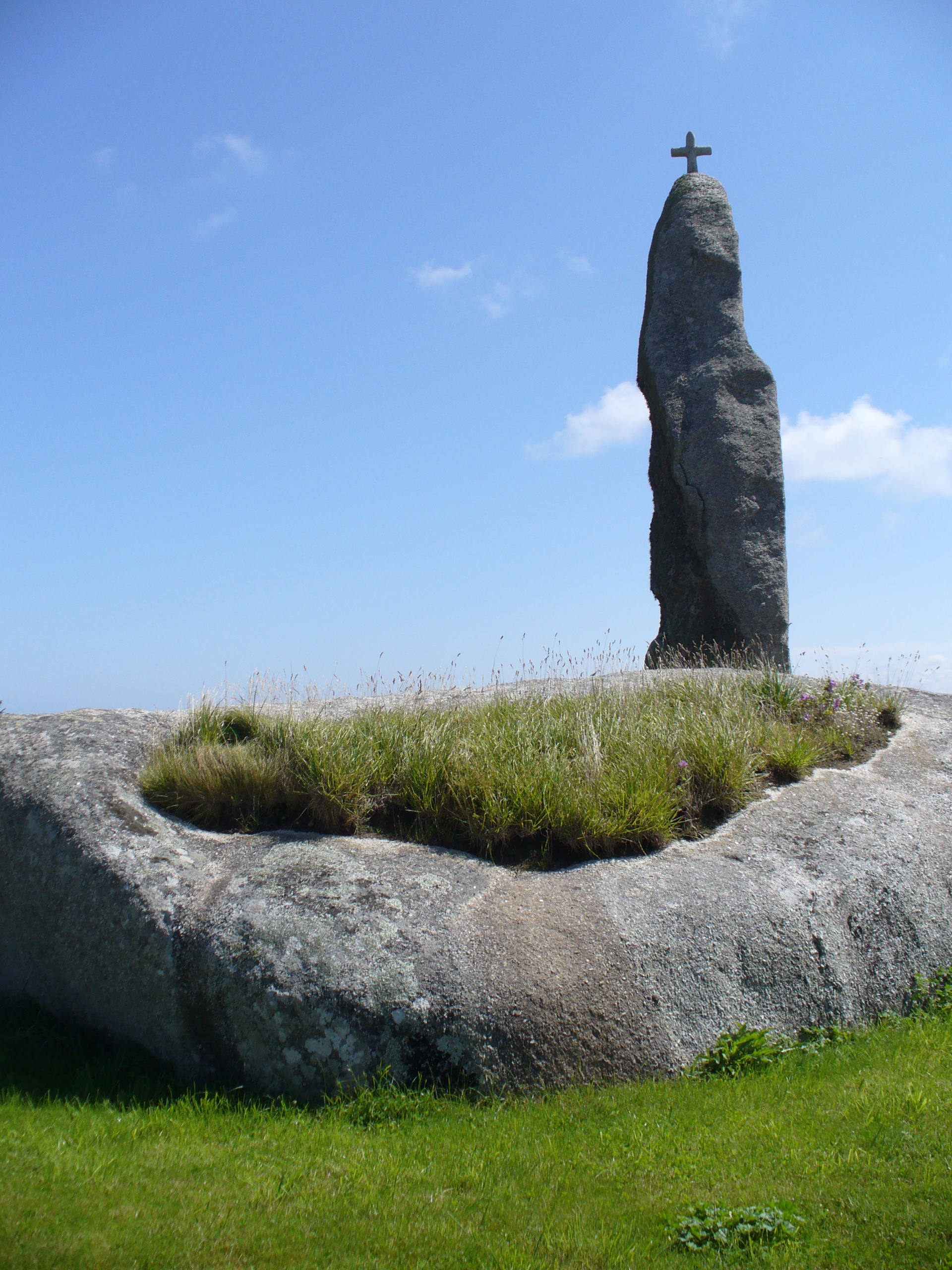
Un menhir en Bretaña coronado con una cruz

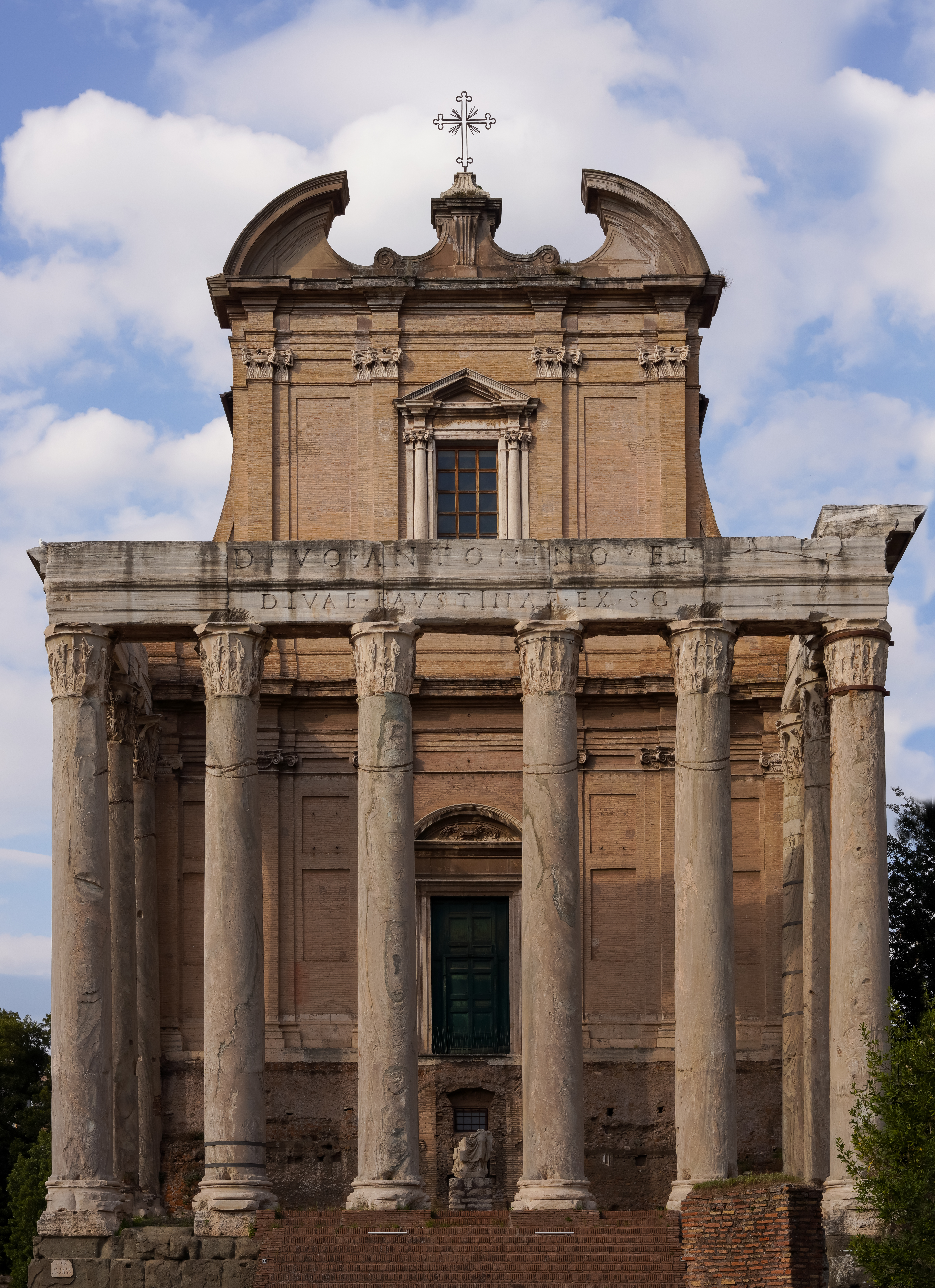
Conservación selectiva de sitios paganos: San Lorenzo in Miranda ocupa el Templo de Antoninus y Faustina, Roma, conservando los pronaos

La cristianización de sitios que habían sido paganos ocurrió como resultado tanto de conversiones espontáneas en los primeros tiempos del cristianismo como por una parte importante de la estrategia de Interpretatio Christiana. El paisaje en sí mismo fue cristianizado, a medida que rasgos prominentes de éste fueron dedicados de nuevo a santos cristianos, a veces de manera bastante directa, como cuando la isla de Oglasa en el mar Tirreno fue bautizada como isla de Monte Cristo.
Misioneros enviados a las naciones paganas convirtieron de manera entusiasta sitios paganos inmediatamente al uso de la iglesia. Por ejemplo, Sulpicio Severo, en su Vita de san Martín de Tours, un devoto destructor de templos y árboles sagrados, comenta que «donde quiera que destruía templos paganos, allí solía inmediatamente construir iglesias o monasterios» (Vita, ch xiii), y cuando Benito tomó posesión del sitio en Monte Cassino, comenzó destrozando la escultura de Apolo y el altar que lo coronaba.
La carta del papa  Gregorio I a Mellitus copiada por Beda dice en parte:

... que los templos de los ídolos en esa nación no deberían ser destruidos; pero que los ídolos que están en ellos sean destruidos; permita que el agua sea consagrada y rociada en dichos templos, que se levanten altares y que se coloquen allí reliquias. Porque si esos templos están bien construidos, es necesario que se conviertan del culto de los demonios al servicio del verdadero Dios; que la nación, viendo que sus templos no son destruidos, puede eliminar el error de sus corazones, y conocer y adorar al verdadero Dios, puede recurrir más libremente a los lugares a los que están acostumbrados.

### Reinterpretación de calendario y fiestas
En el contexto de la cristianización de las tribus germánicas, Herbert Schutz señaló que antiguos dioses locales todavía eran «celebrados en sus días de fiesta, en sus antiguos lugares sagrados», reemplazados por los nombres y advocaciones de algunos santos en particular.
La carta del papa Gregorio I a Mellitus copiada por Beda continúa así:

... Y como están acostumbrados a matar muchos bueyes en sacrificio a los demonios, se les debe dar alguna solemnidad a cambio de esto, como aquella en el día de la dedicación, o las natividades de los santos mártires, cuyas reliquias están allí depositadas, deben construirse ellos mismos cabañas de las ramas de árboles sobre aquellas iglesias que han sido convertidas para ese uso de templos, y celebrar la solemnidad con festines religiosos, y no ofrecer más animales al diablo, sino matar ganado y glorificar a Dios en su banquete, y devolver las gracias al Dador de todas las cosas por su abundancia; a fin de que, si bien se conservan algunas gratificaciones externas, pueden consentir más fácilmente las alegrías internas.

Sin embargo, algunos académicos cuestionan la importancia de la reinterpretación de las fiestas paganas.

### Reutilización de utensilios culturales

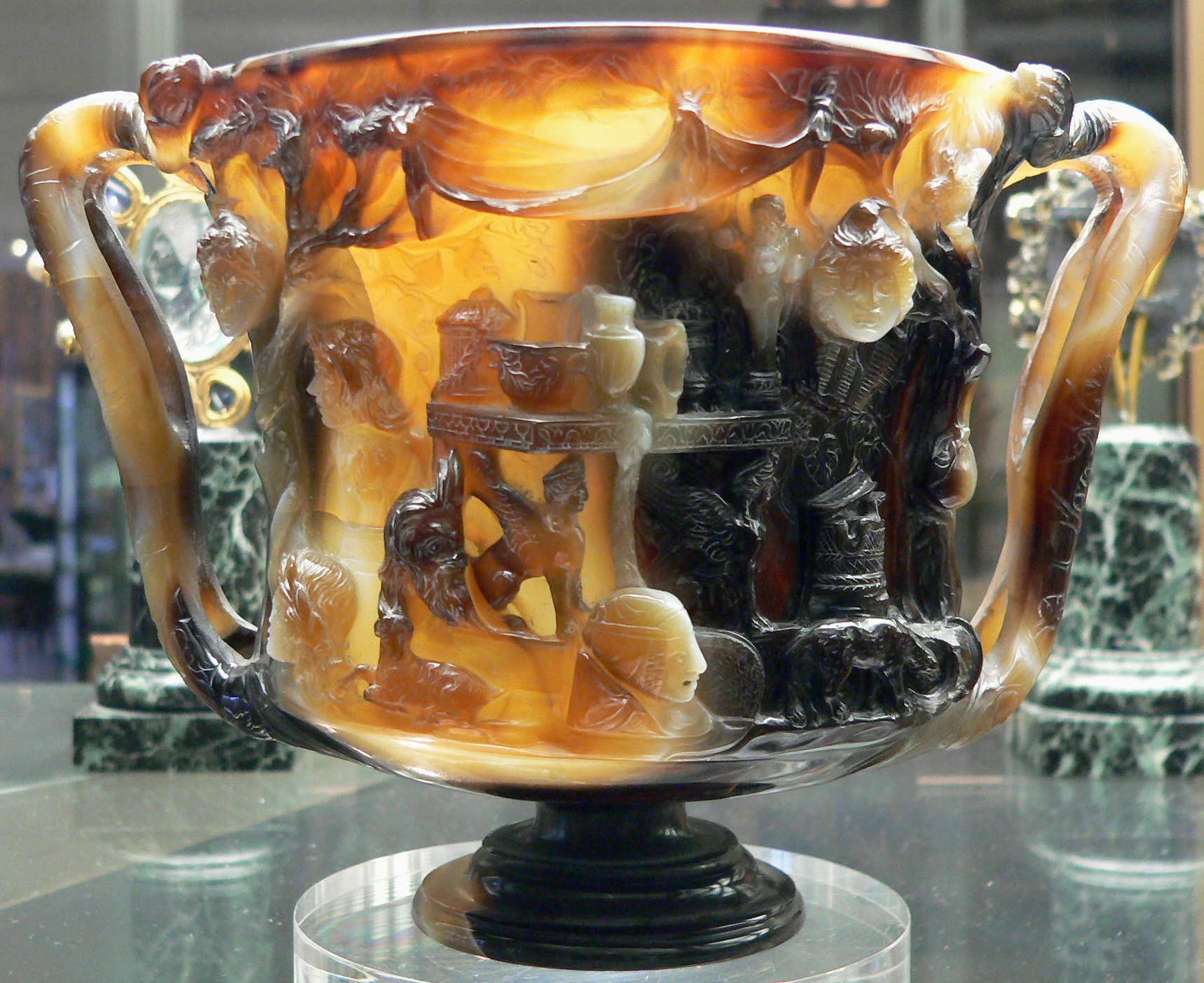
Copa de los Ptolomeos; sus motivos paganos dionisiacos fueron ignorados por la Iglesia

En el contexto del arte, Interpretatatio christiana equivalía a renombrar (por ejemplo, mediante inscripción agregada o cambiada) o 'des-nombrar' objetos, así como a la alegorización cristiana de ellos. Por ejemplo, una copa o jarrón romano sería consagrado y utilizado como un cáliz en la iglesia. Un ejemplo notable de esto último es la Copa de los Ptolomeos. 'Des-nombrar' podría incluir la omisión deliberada de interpretaciones paganas tradicionales de las imágenes en las descripciones de artefactos, llevando a su olvido, ya sea intencionalmente o por ignorancia.
Cruces fueron inscritas sobre arquitectura antigua y sus restos fueron reutilizados (spolia). Liz James señaló que «Inscribir una cruz funciona de manera similar [a derribar estatuas paganas], sellando el objeto para fines cristianos.»
Martin Henig describe una serie de sellos entallados personales con motivos claramente paganos, aumentados con inscripciones cristianas, tales como IESVS EST AMOR MEV («Iesus est amor meus», «Jesús es el amor mío»).
Los sajones de Transilvania protestantes adquirieron alfombras del Imperio Otomano, a veces con motivos islámicos, y las utilizaron como prestigiosas decoraciones para sus iglesias. Solo su valor material como bien de lujo, y su diseño puramente ornamental y no figurativo, parecen haber hecho aparecer estas alfombras como adornos apropiados de las iglesias protestantes. Un reporte sobre el gran incendio que destruyó la Iglesia Negra de Brașov en 1689 menciona la pérdida de una gran alfombra que «según la leyenda fue tejida por el Apóstol San Pablo (que era tejedor de alfombras de profesión)». Parece probable que los propietarios cristianos de las alfombras no comprendieran el contexto islámico original, sino que crearan un nuevo contexto legendario en torno a estos objetos.

### Reinterpretación del conocimiento y el saber precristianos
Fuentes y mitos precristianos fueron sujetos a reinterpretación cristiana durante su transmisión o fueron colocados en entornos cristianos. Esto presenta dificultades para los estudios históricos de los períodos de conversión. Varios de los primeros escritores cristianos notaron similitudes entre elementos del cristianismo y algunas tradiciones paganas como el culto a Dioniso o Mitra, pero para defender al cristianismo insistieron en que constituían tramas del diablo para corromper al cristianismo. Además, al traducir nociones paganas a una cosmovisión cristiana, las deidades paganas mismas fueron reinterpretadas como demonios. Un ejemplo es el nombre finés del Diablo, Perkele, probablemente derivado del dios protoindoeuropeo del trueno Perkwunos.
Aunque nunca ha formado parte de la doctrina o la teología de ningún grupo cristiano (y a menudo ha suscitado críticas), algunas comunidades cristianas rurales han seguido sacrificando animales (que luego se consumen en un banquete) como parte del culto, especialmente en Pascua. El animal puede ser llevado a la iglesia antes de ser sacado de nuevo y sacrificado. Algunas aldeas de Grecia sacrifican animales a los santos ortodoxos en una práctica conocida como kourbania. El sacrificio de un cordero, o menos comúnmente de un gallo, es una práctica común en la Iglesia armenia y en la Iglesia Tewahedo de Etiopía y Eritrea. Se cree que esta tradición, llamada matagh, procede de rituales paganos precristianos. Además, algunos mayas que siguen una forma de catolicismo popular en el México actual siguen sacrificando animales junto con las prácticas eclesiásticas, un ritual que se practicaba en religiones pasadas antes de la llegada de los españoles.
Hervé Inglebert llevó a cabo un análisis exhaustivo de la reinterpretación cristiana del aprendizaje antiguo con especial atención a la cosmografía, la geografía, la etnografía y la historiografía.

## Investigación académica
Estudios humanísticos de la Antigüedad y la Reforma se combinaron en el siglo XVI para producir obras académicas marcadas por una agenda anticatólica que se ocupaba de identificar prácticas católicas con el paganismo e identificar a las Iglesias protestantes emergentes con una «re-cristianización» purgante de la sociedad. El académico luterano Philip Melanchthon escribió su Apologia Confessionis Augustanae (1530) detallando los ritos derivados de prácticas paganas. Heinrich Bullinger en su obra De origine erroris libris duo (1539) detalló los «orígenes paganos de errores (católicos)».
Isaac Casaubon, en su escrito De rebus sacris et ecclesiasticus exercitationes (1614) ofrece un tercer ejemplo, donde la investigación académica sólida se vio un tanto comprometida por el proselitismo sectario. Así, tales precedentes paganos para la práctica cristiana han tendido a ser minimizados o incluso a veces descartados por apologistas cristianos como una forma de apologética protestante.
En el siglo XX salieron a la luz investigaciones más puramente históricas, libres de prejuicios sectarios; un clásico historicista temprano en este campo de estudio fue Jean Seznec con su obra La supervivencia de los dioses paganos: la tradición mitológica y su lugar en el humanismo renacentista y las artes.